# Raúl Martínez (artiste)
Pour les articles homonymes, voir Raúl Martínez et Martínez.
Raúl Martínez (de son vrai nom Publio Amable Raúl Martínez González), né le 1er novembre 1927 à Ciego de Ávila et mort le 2 avril 1995 à La Havane, est un peintre cubain.
Plusieurs de ses œuvres, dont 26 de julio (1964) et 15 repeticiones de Martí (1966), se trouvent au Musée national des beaux-arts de Cuba.